# Antoni Ferenc
Antoni Ferenc Vilmos (Budapest, 1928. február 23. – Budapest, 1991. október 8.) magyar orvos, biokémikus, sugárbiológus, immunológus, egyetemi tanár, a biológiai tudományok doktora, a Magyar Tudományos Akadémia rendes tagja. Fő kutatási területe az emberi szervezetet felépítő egyes biomolekulák (fehérjék, nukleinsavak, limfociták stb.) immunológiai és élettani szerepének biokémiai háttere, a fehérjeműködés sugárbiológiai vonatkozásai voltak.

## Életútja
1953-ban szerzett orvosi oklevelet a Budapesti Orvostudományi Egyetemen. 1951-től az orvosegyetem Straub F. Brunó vezette biokémiai intézetében volt demonstrátor, majd gyakornok. 1953-tól 1957-ig aspirantúráját töltötte az MTA Biokémiai Intézetében, Szörényi Imre irányítása mellett. 1957-től tanársegédként, 1958-tól 1961-ig adjunktusként oktatott a Budapesti Orvostudományi Egyetem biokémiai intézetében. 1960–1961-ben a British Council ösztöndíjával egy éven keresztül a Glasgow-i Egyetemen, James Norman Davidson biokémiai intézetében végzett kutatásokat. 1961-ben megszerezte a biológiai tudományok kandidátusa címet. 1961-től 1963-ig a Központi Sugárbiológiai Kutatóintézet biokémiai osztályát vezette, egyidejűleg 1962–1963-ban a Német Kutatási Alap (DFG) ösztöndíjával nyolc hónapon át a kölni orvosi radioizotóp intézetben végzett tanulmányokat. 1963-tól 1965-ig a Nemzetközi Atomenergia-ügynökség bécsi sugárbiológiai osztályának munkatársa, 1966-tól 1969-ig vezetője volt. Hazatérését követően egy évig, 1969–1970-ben a Központi Sugárbiológiai Kutatóintézet igazgatóhelyetteseként tevékenykedett. 1970-ben megszerezte a biológiai tudományok doktora címet, majd kinevezték a budapesti Semmelweis Orvostudományi Egyetem I. számú kémiai–biokémiai intézetének igazgatójává, tanszékvezető egyetemi tanárává. Haláláig irányította az ott folyó szakmai munkát, egyidejűleg 1972–1973-ban az orvosegyetem rektorhelyettesi, 1973-tól 1979-ig rektori tisztségét is betöltötte.

## Munkássága
Pályája elején főként izomfehérjék, az adenozin-trifoszfát (ATP) szintetizálásával foglalkozott, s arra kereste a választ, hogyan járulnak hozzá a makromolekulák a kémiai energia fizikai izommozgássá való átalakításához. Később figyelme a fehérjekémia sugárbiológiai vonatkozásaira irányult, és ez meghatározta tudományos pályájának fő vonulatát. Behatóan tanulmányozta az ionizáló sugárzás hatását a szervezet fehérje- (főként glikoprotein-) és nukleinsav-anyagcserefolyamataira. Sugárzásérzékenység-vizsgálatait a későbbiekben kiterjesztette a biológiai szerveződés különféle szintjeire (szövetek, a máj mononukleáris sejtjei stb.), leírta az ionizáló sugárzás hatására megváltozó hisztonszintézis folyamatát.
Sugárbiológiai kutatásai vezették el a szervezet immunfolyamatainak hátterében végbemenő biokémiai szabályozómechanizmusok vizsgálatához. Tanulmányozta a szérumalbumin, a ribonukleáz immunológiai aktivitását, a humán mandulákból nyert limfociták, a nukleinsavak és a fehérjék szerepét a kóros elváltozások, gyulladások, daganatok elleni védekezésben. Általánosabb élettani szempontból munkatársaival együtt feltárta a hasnyálmirigy- és a májműködés biokémiai szabályozórendszerét, a vérplazma fehérjéinek aktivitását.
Sugárbiológiai kutatási eredményeit igyekezett a gyakorlatba is átültetni. Vizsgálta az ionizáló sugárzás ipari alkalmazásának lehetőségeit, bevezette Magyarországon az orvosi eszközök és anyagok sugársterilizálását. A Nemzetközi Atomenergia-ügynökség és az Egészségügyi Világszervezet számára ajánlásokat készített a gyógyszerek és gyógyászati eszközök sugársterilizálását célzó nemzetközi szabvány kidolgozásához. 1982-ben korábbi fehérjekémiai kutatásai alapján kezdeményezte egy állatorvosi célú, a száj- és körömfájás kezelésére alkalmas szintetikus peptidvakcina bevezetését, amelynek előállítása és használata 1987-ben indult meg.
Élete utolsó szakaszában táplálkozástudománnyal, a táplálkozás és különösen a szénhidrátbevitel biokémiai vonatkozásaival is foglalkozott.

### Társasági tagságai és elismerései
1976-ban a Magyar Tudományos Akadémia levelező, 1985-ben rendes tagjává választották, részt vett az MTA elméleti orvostudományi, jövőkutatási és környezettudományi bizottságainak munkájában. 1977-től a Magyar Sportorvos Társaságnak, 1988-tól a Magyar Környezetvédelmi Egyesületnek volt az elnöke. Több éven át betöltötte a Magyar Biokémiai Egyesület alelnöki tisztét, az 1980-as években tagja volt az Egészségügyi Tudományos Tanács elnökségének is.
Tudományos eredményei elismeréseként 1979-ben megkapta a Jancsó Miklós-emlékérmet, 1983-ban pedig a SOTE Semmelweis Ignác-emlékérmét. Ezenkívül kitüntették az Osztrák Köztársaság Arany Érdemrendjével (1968), a Brüsszeli Egyetem Emlékérmével (1974), valamint a Bari Egyetem Arany Emlékérmével (1975).

### Főbb művei
- Szemléltető biokémia: Biokémiai folyamatok ábragyűjteménye. Budapest: Medicina. 1972.
- Biokémia: Aminosavak és nukleotidok anyagcseréje, fehérjék és nukleinsavak katabolizmusa. Budapest: Orvostudományi Egyetem. 1976.    (Faragó Annával és Vodnyánszky Lajossal)
- A lipidanyagcsere biokémiája. Budapest: Orvostudományi Egyetem. 1977.    (Tóth Miklóssal és Garzó Tamással)
- Tonsils structure, immunology and biochemistry. Budapest: Akadémiai. 1978.    (szerzőtársakkal)
- A máj néhány fontosabb biokémiai funkciója. Budapest: Orvostudományi Egyetem. 1980.
- A pajzsmirigyműködés élettani alapjai. Budapest: Medicina. 1980.   (Földes Jánossal)
- A vérplazma biokémiája. Budapest: Orvostudományi Egyetem. 1980.   (Pápai Máriával)
- Az emberi táplálkozás alapjai. Budapest: Akadémiai. 1991.   (Morava Endrével)
- Orvosi kémia: Feladatgyűjtemény általános és fogorvostanhallgatók számára. Budapest: SOTE. 1995.